# 安塔斯 (巴伊亚州)
安塔斯（葡萄牙語：Antas）是巴西巴伊亚州的一个市镇。总面积383.99平方公里，总人口16275人，人口密度42.4人/平方公里。